# Религия в Антарктиде

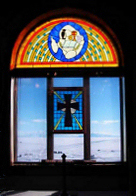
Церковь снегов

В Антарктиде имеется по меньшей мере восемь культовых зданий, используемых для богослужений:
- Церковь Снегов — христианская часовня, используемая несколькими конфессиями, на станции Мак-Мердо, остров Росса;
- Церковь Святой Троицы — русская православная церковь на острове Ватерлоо (Южные Шетландские острова), неподалёку от российской полярной станции Беллинсгаузен;
- Часовня Святого равноапостольного князя Владимира — православная часовня на украинской станции «Академик Вернадский»[1], самое южное культовое здание православной конфессии в мире;
- Часовня Пресвятой Девы Луханской — католическая часовня на станции Марамбио, остров Сеймор;
- Часовня святого Франциска Ассизского — католическая часовня на станции Эсперанса, Антарктический полуостров;
- Часовня Святого Иоанна Рыльского — болгарская православная часовня на станции святого Климента Охридского на острове Смоленск (Ливингстон) — первая православная часовня в Антарктиде;
- Церковь Санта-Мария Рейна-де-ла-Пас — католическая церковь в поселении Вилья-лас-Эстрельяс, провинция Антарктика-Чилена;
- Католическая часовня, сделанная полностью изо льда, на станции Бельграно II, земля Котса[2] — самое южное культовое сооружение в мире.

Международная Антарктическая программа предполагает строительство католической часовни на станции Марио Зуккелли, в заливе Терра Нова, в то время как первая католическая часовня, названная в честь Франциска Ассизского была построена в 1976 году на аргентинской станции Эсперанса. Самая южная христианская часовня (и одновременно — самое южное культовое сооружение в мире) находится на аргентинской станции Бельграно II.
Хотя эти культовые сооружения относятся к христианской конфессии, Церковь снегов также используется для буддийских и бахайских церемоний.

## Церкви на субантарктических островах

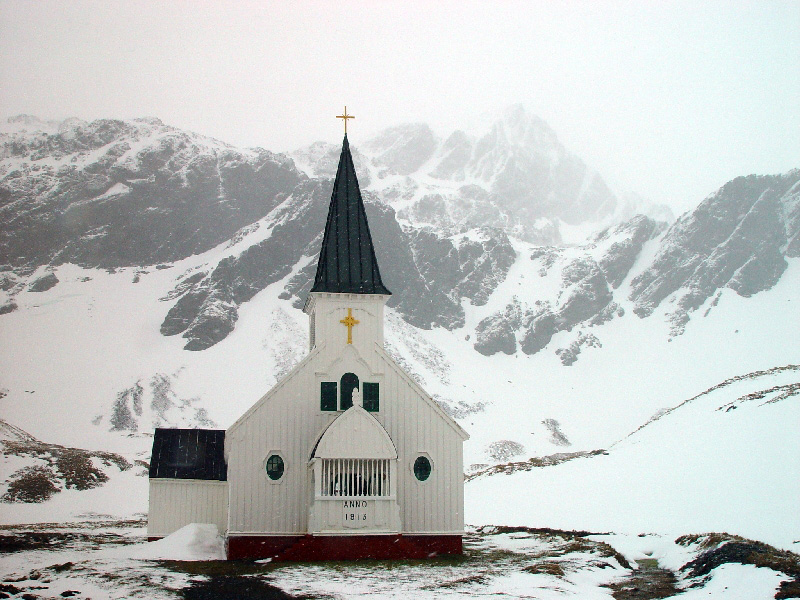
Норвежская лютеранская церковь в Грютвикене

Имеются также церкви на двух островах, расположенных к северу от 60 ° ю. ш. (и, следовательно, не подпадающих под юрисдикцию Договора об Антарктике).
- Нотр-Дам-де-Ван в Порт-о-Франсэ на главном острове архипелага Кергелен.
- Норвежская лютеранская церковь[англ.] — лютеранская часовня в Грютвикене, Южная Георгия (с 1913 года).

Часовня в Грютвикене много лет пребывала в заброшенном состоянии, благодаря деятельности сотрудников музея Южной Георгии и волонтёров в 1996—1998 годах была отремонтирована и в настоящее время в ней проводятся церковные службы и церемонии бракосочетания.

## Церкви, расположенные к северу от Антарктической конвергенции, обслуживающие антарктические территории
- Церковь Христа[англ.] в Стэнли (Фолклендские острова) является самым южным англиканским собором в мире, и является приходской церковью не только для Фолклендских островов, но и для Южной Георгии и Британской антарктической территории;
- В Пунта-Аренасе (Чили, город, расположенный к северу от Огненной Земли) также имеется католический собор, который обслуживает чилийскую антарктическую территорию.